# Istenszülő elszenderedése templom (Révkolostor)
A révkolostori Istenszülő elszenderedése templom műemlékké nyilvánított épület Romániában, Kolozs megyében. A romániai műemlékek jegyzékében a  CJ-II-m-A-07805 sorszámon szerepel.